# 강문해변

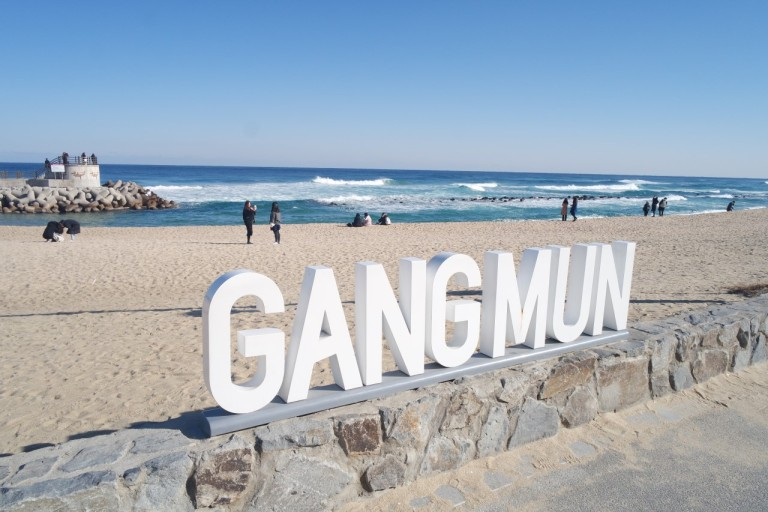

강문해변(江門海濱, Gangmun Beach), 또는 강문해수욕장(江門海水浴場)은 강원특별자치도 강릉시 강문동에 있는 해변이다.

## 개요
강원특별자치도 강릉시 강문동에 있는 해변이다. 경포호에서 흘러 내려오는 물줄기를 경계로 북쪽은 경포해변, 남쪽은 강문해변으로 나뉜다. 주변에 강문항, 세인트존스 경포호텔, 씨마크 호텔 등 고급 호텔이 위치해 있다. 스킨스쿠버, 수중 다이빙을 즐기려는 관광객이 많이 방문한다.

## 사진

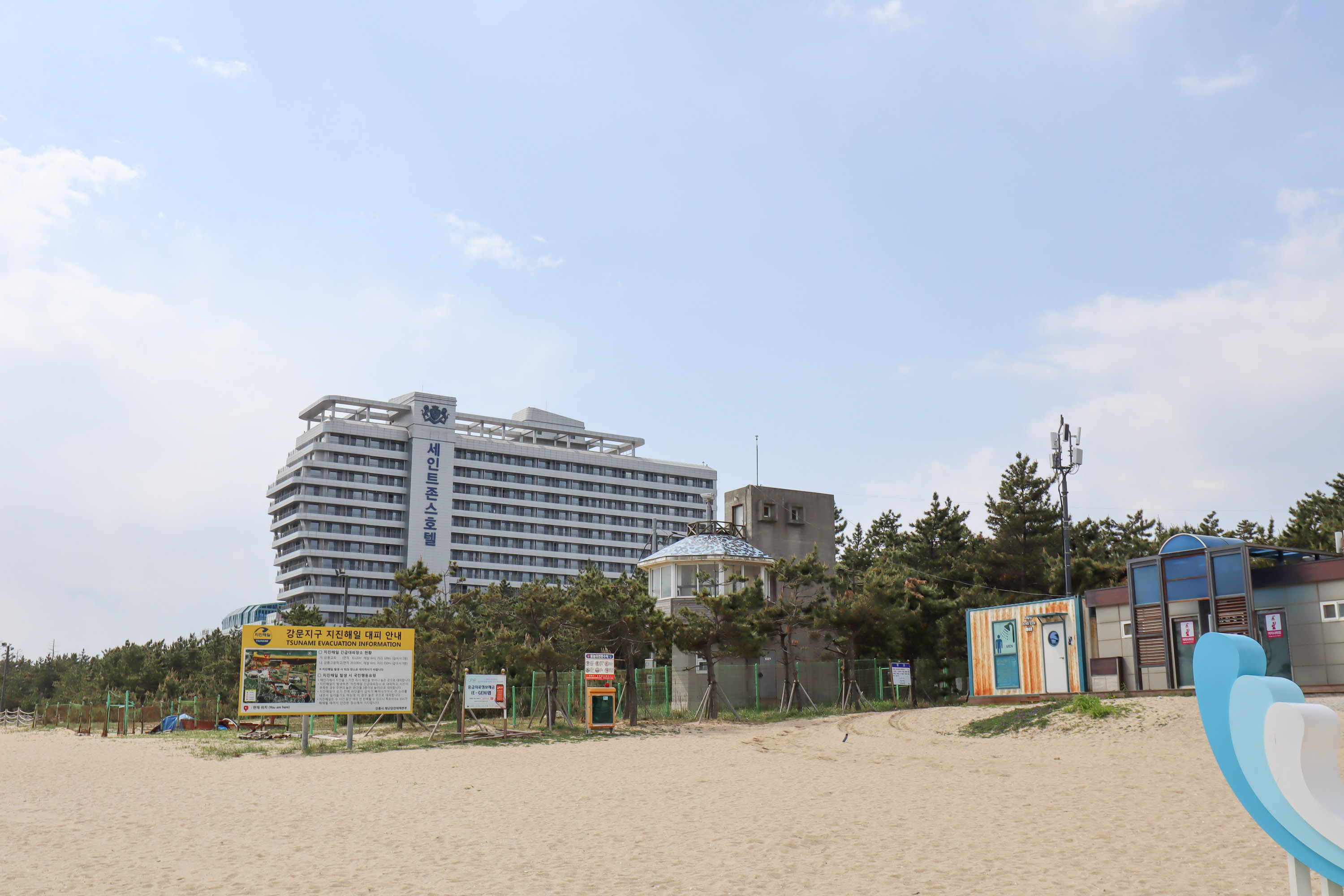
세인트존스 경포 호텔
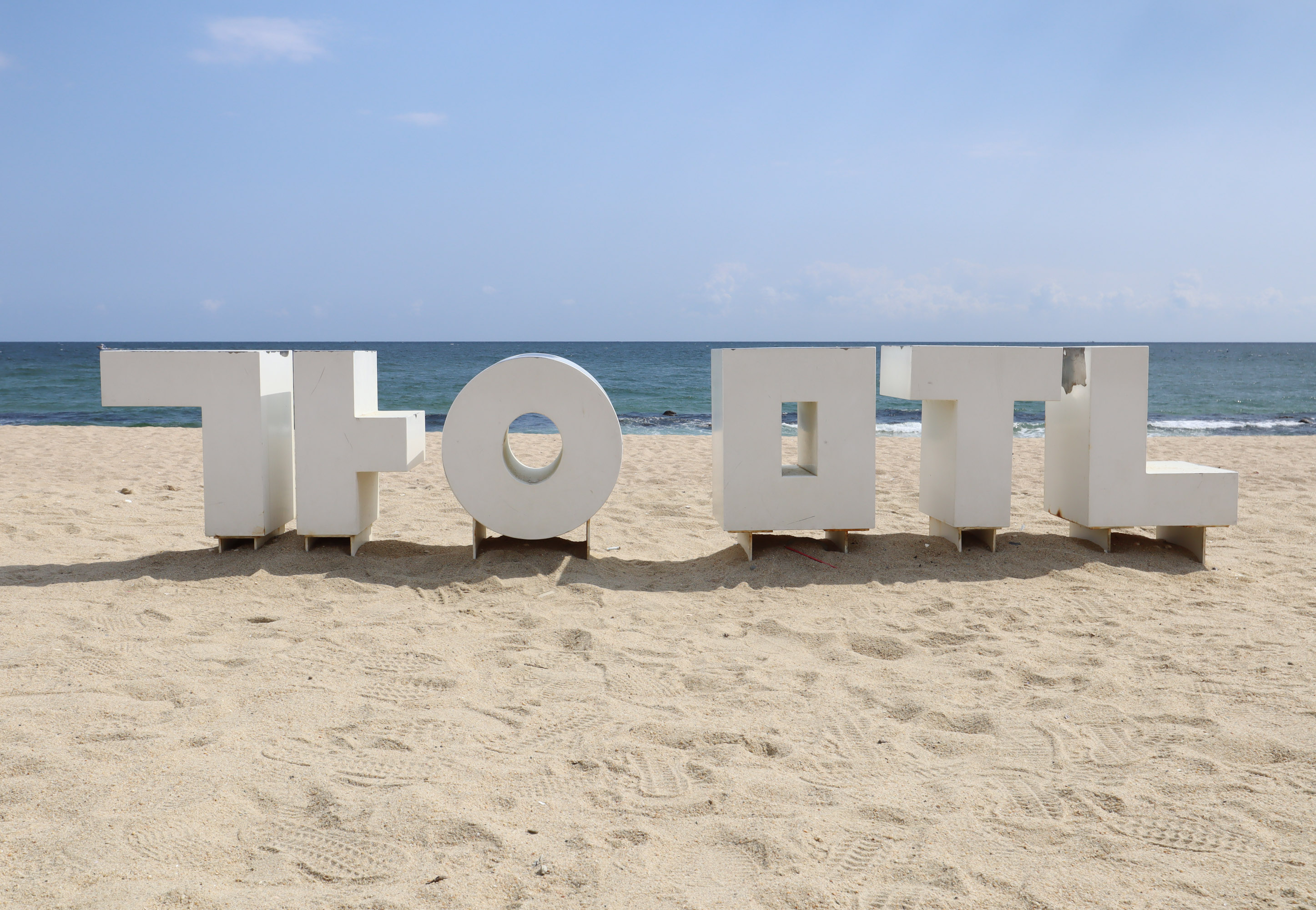
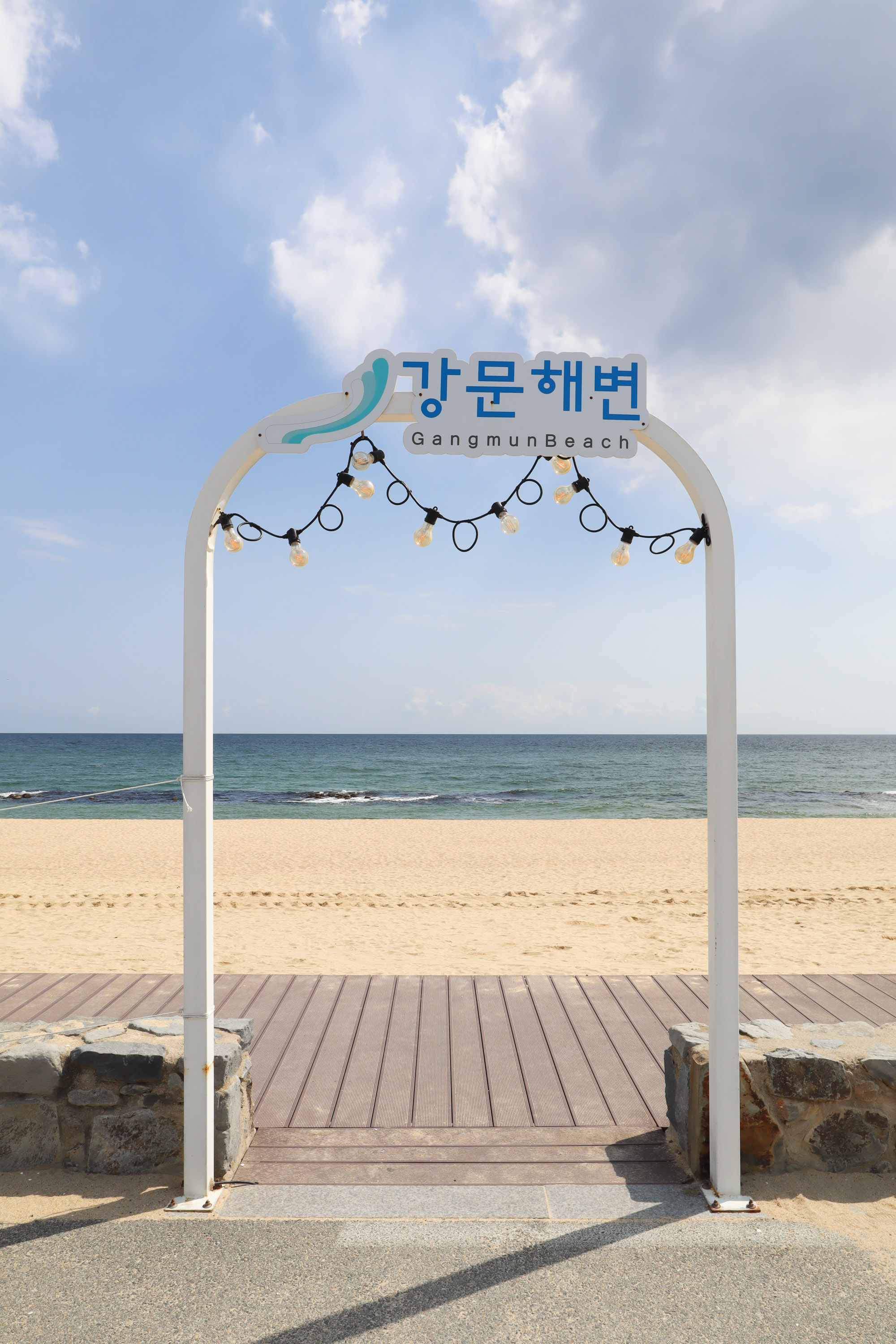
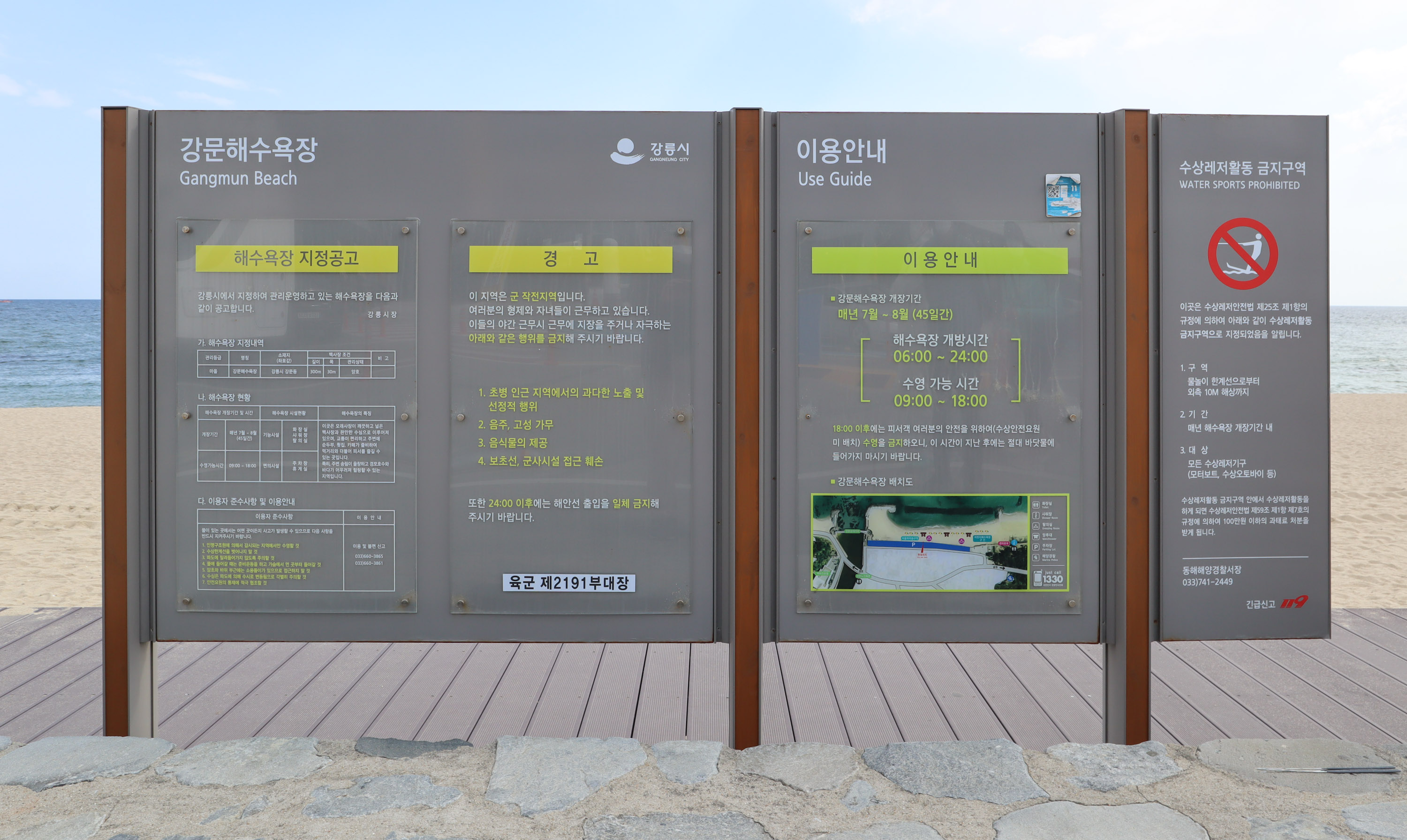
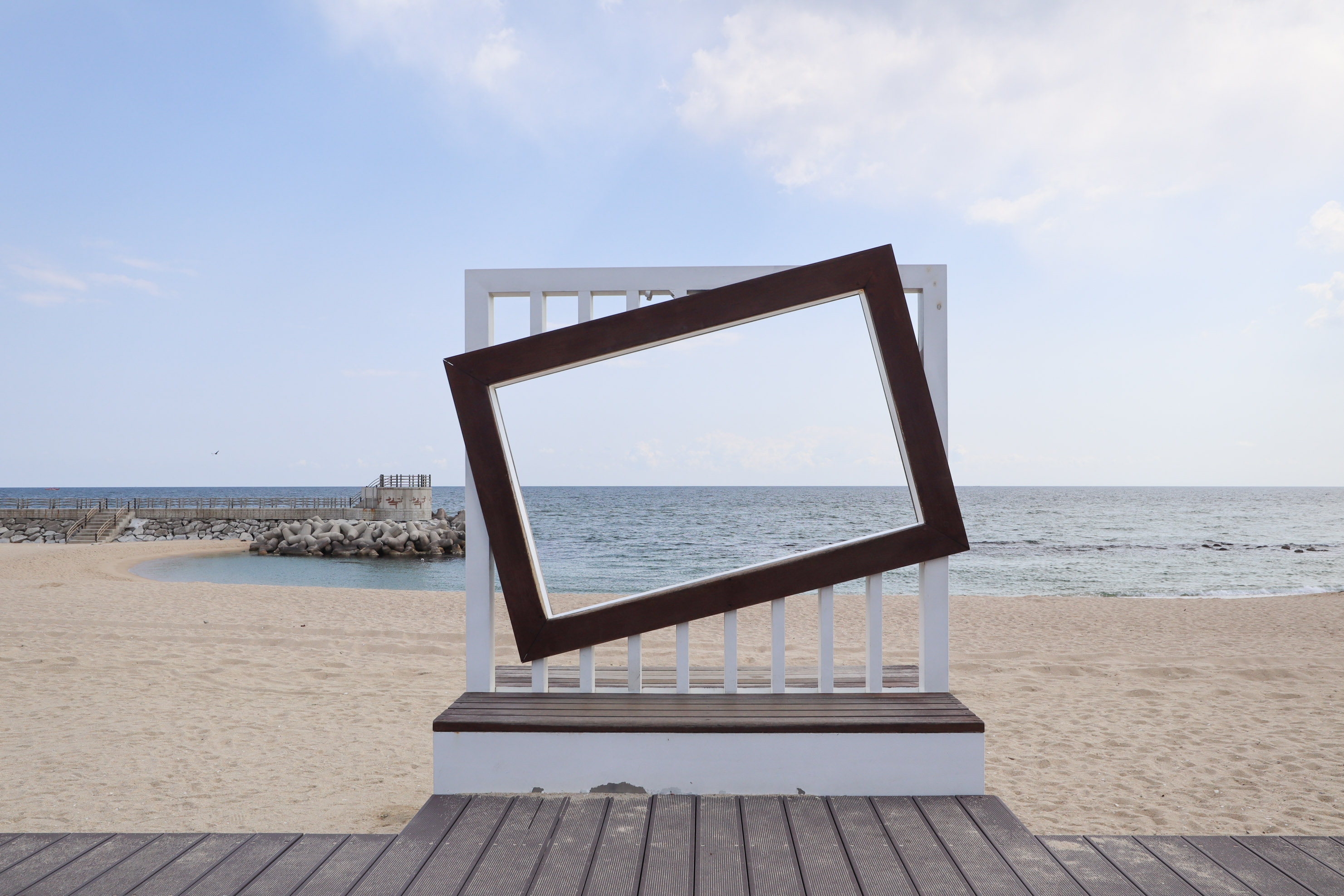
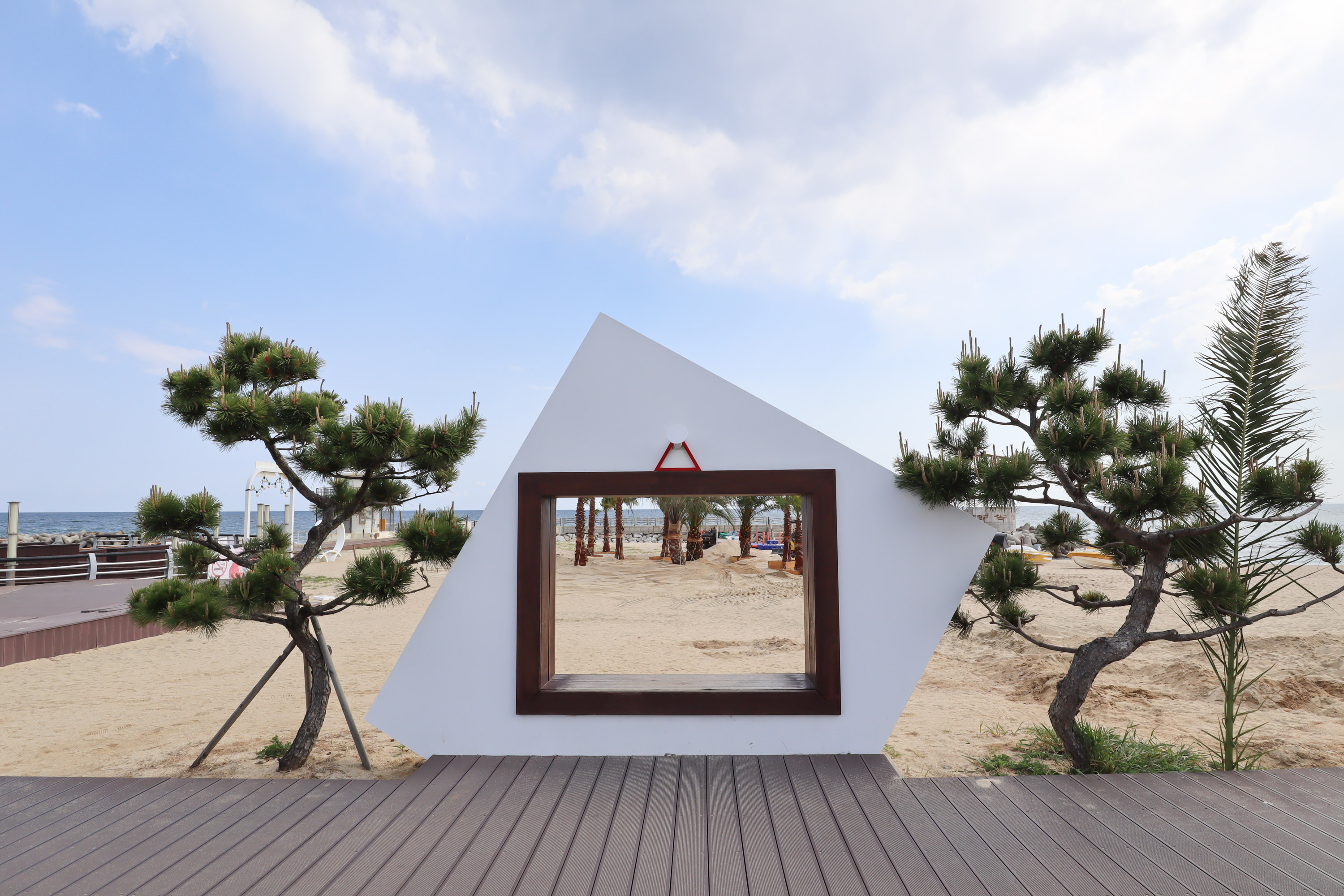
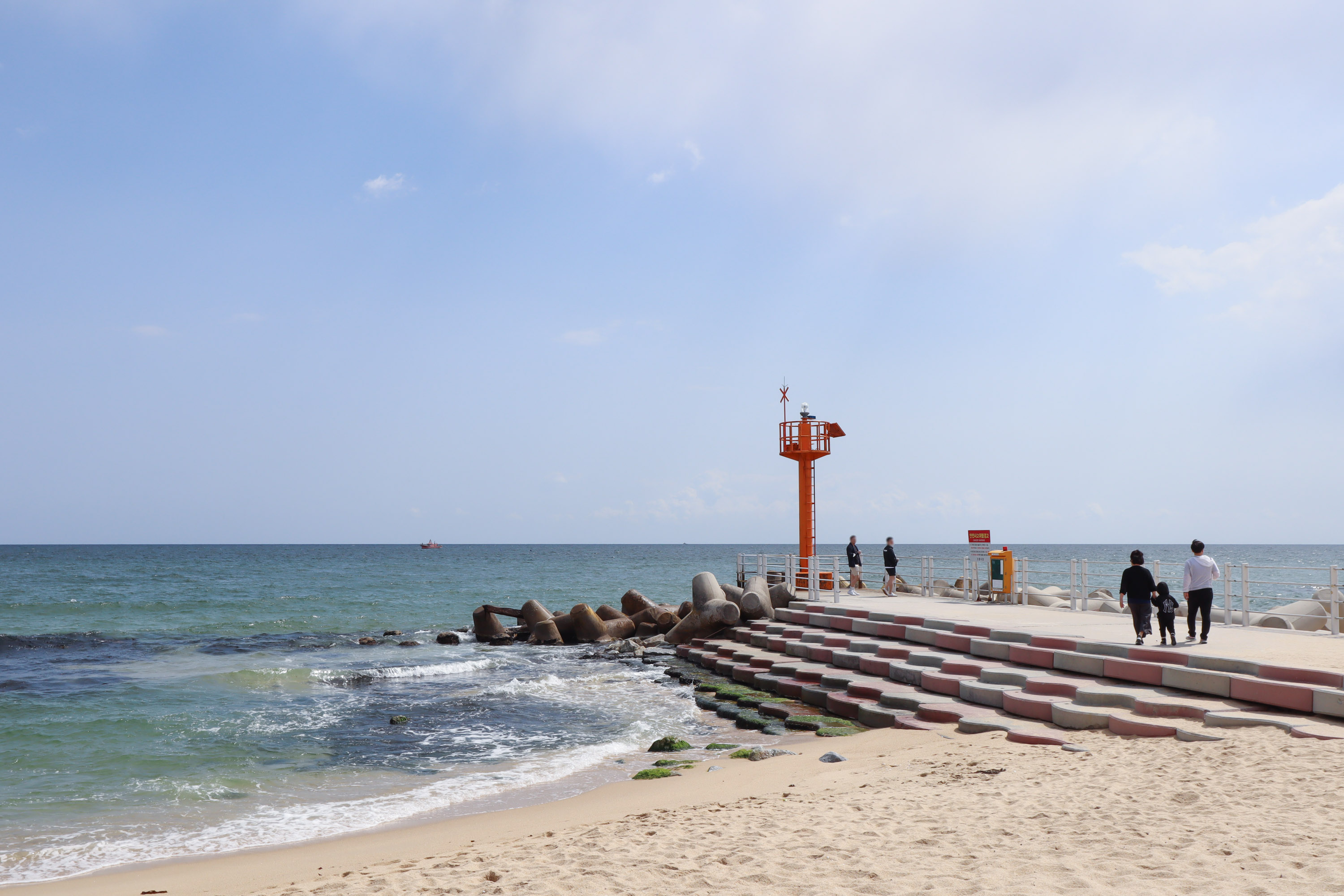
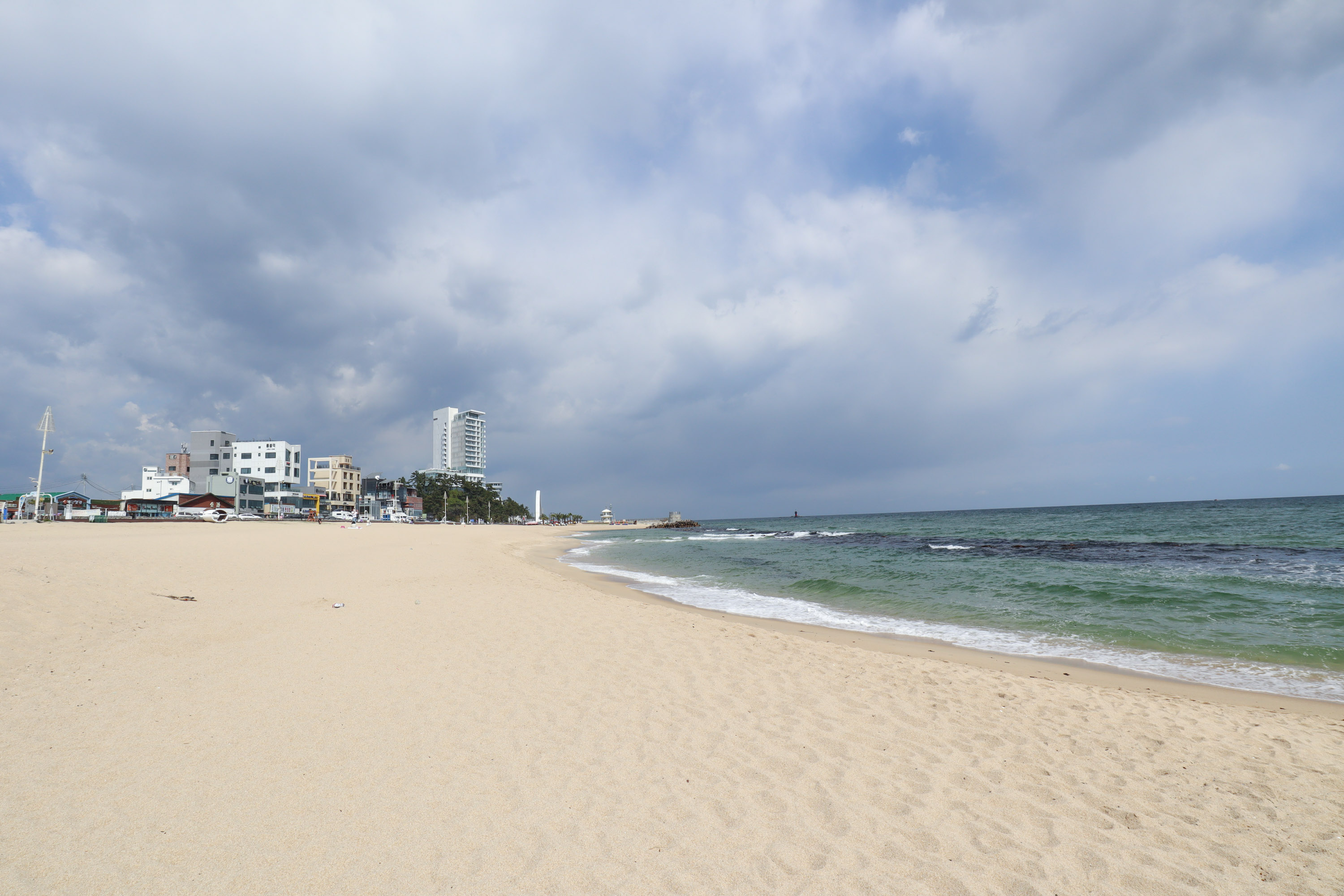
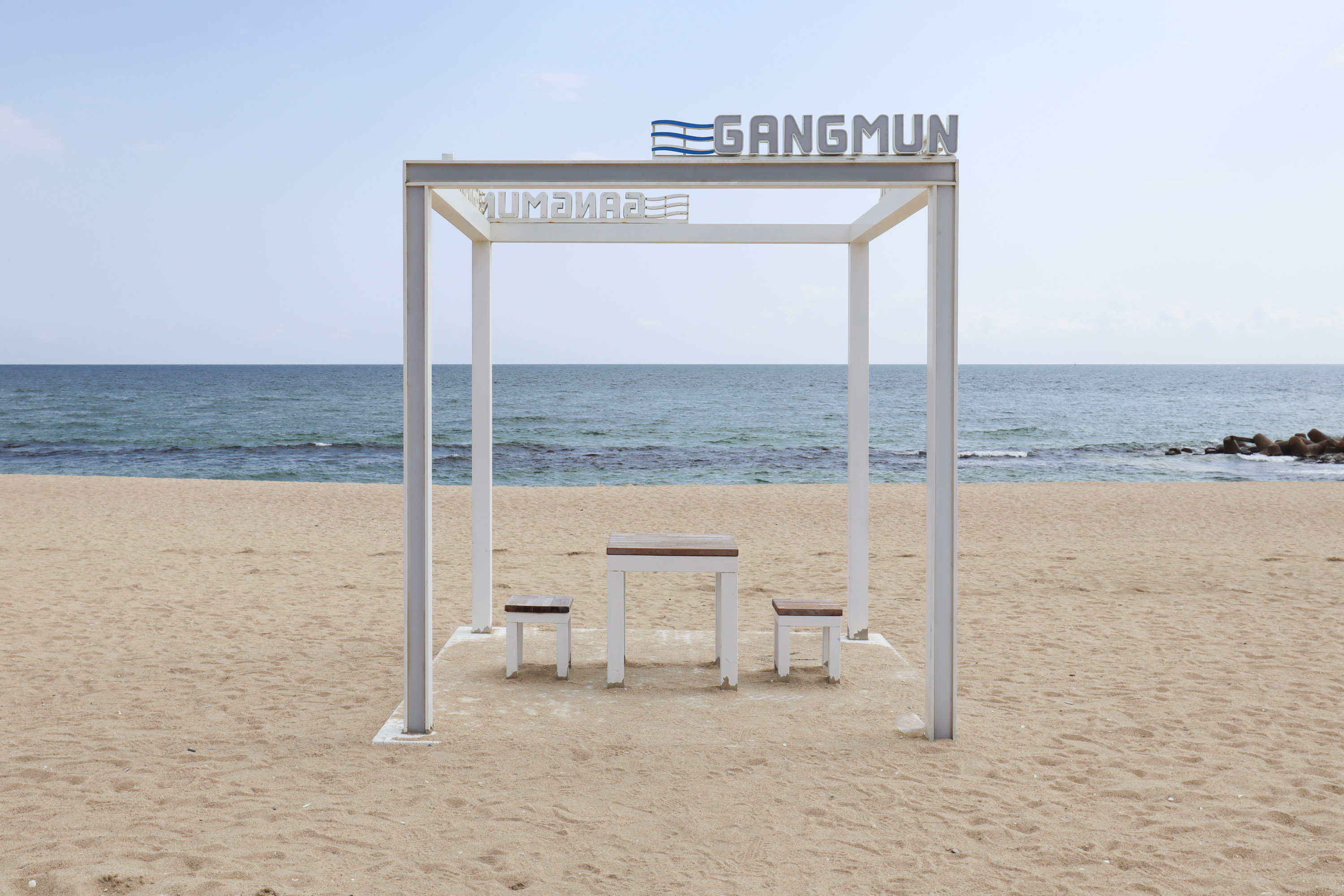
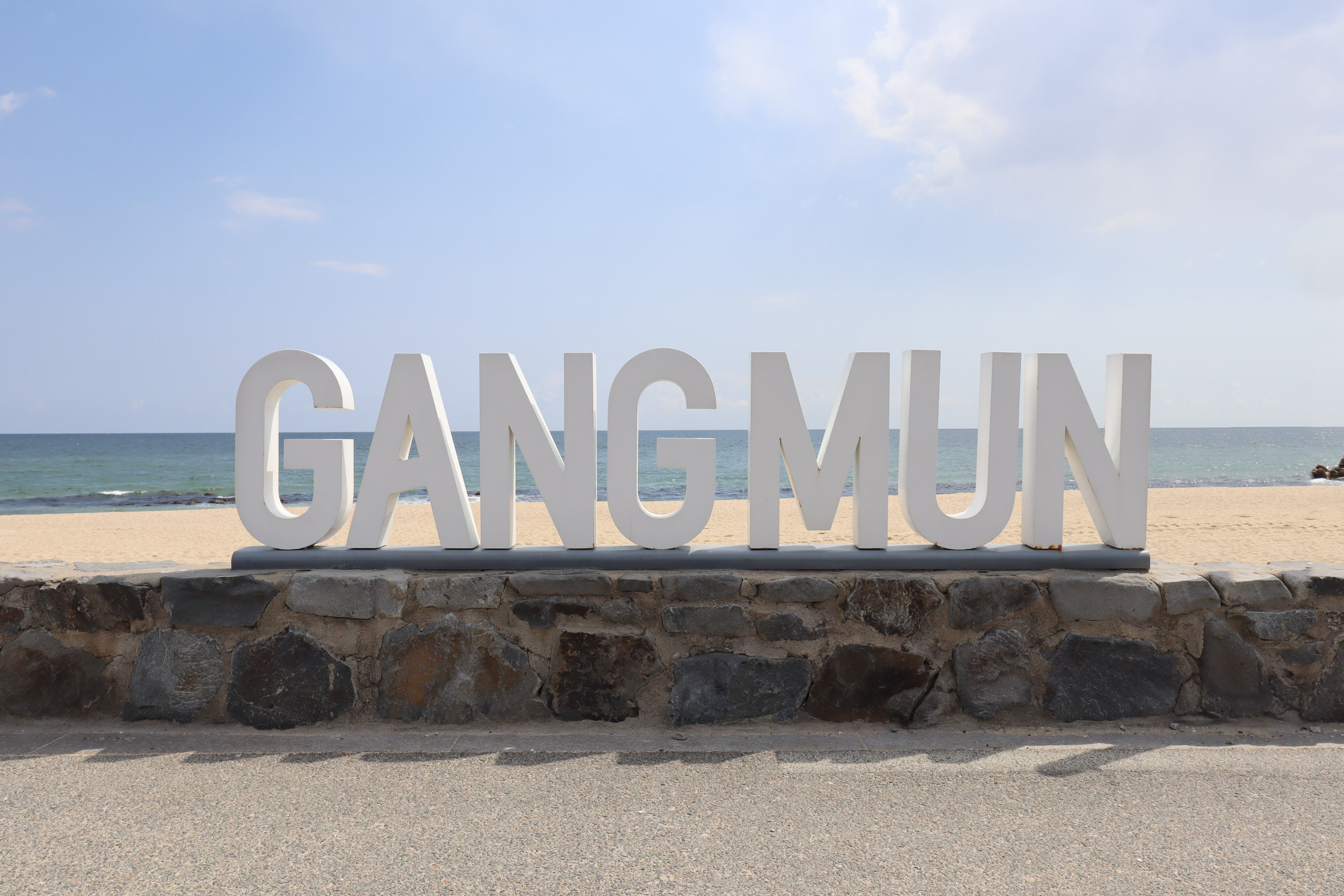
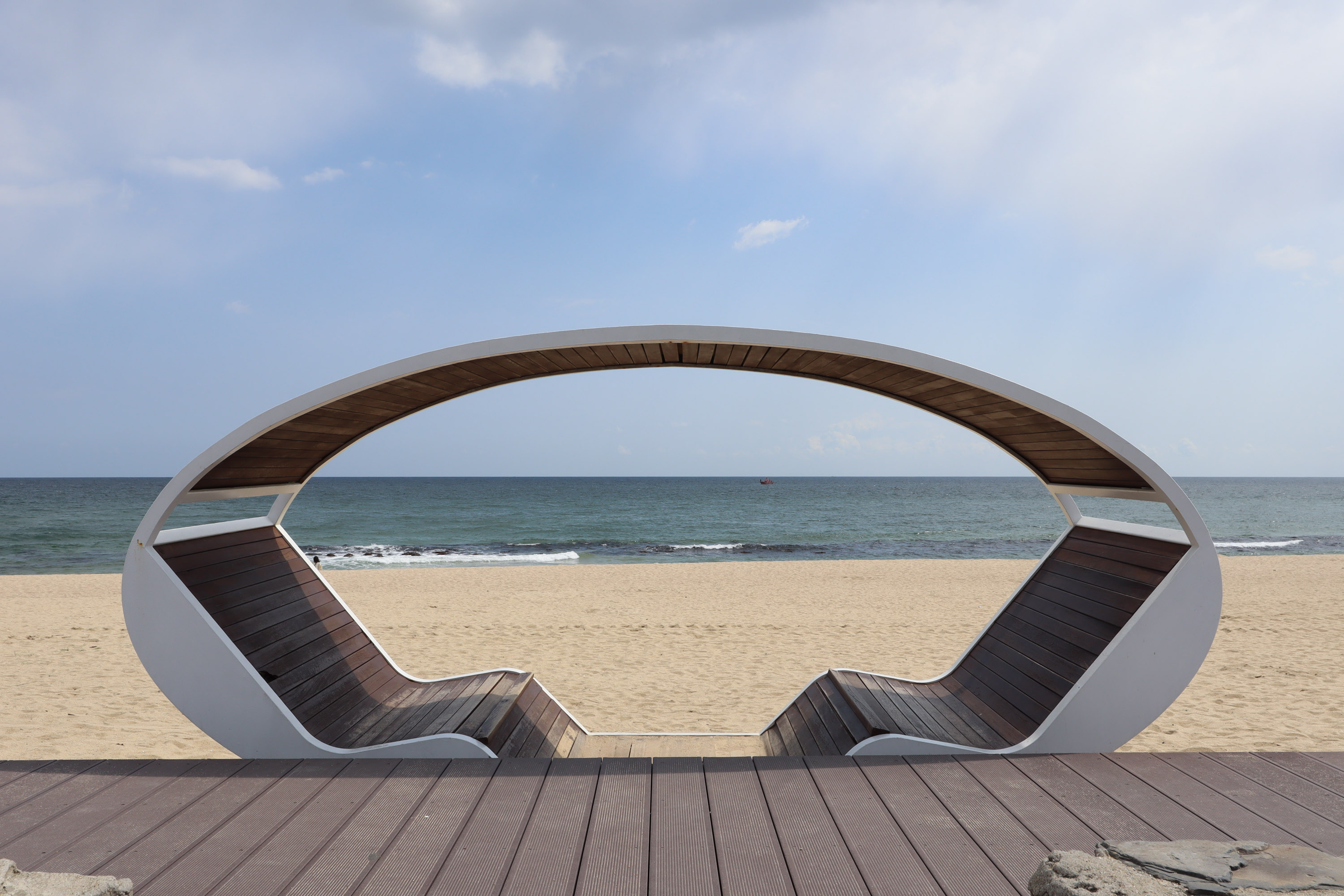
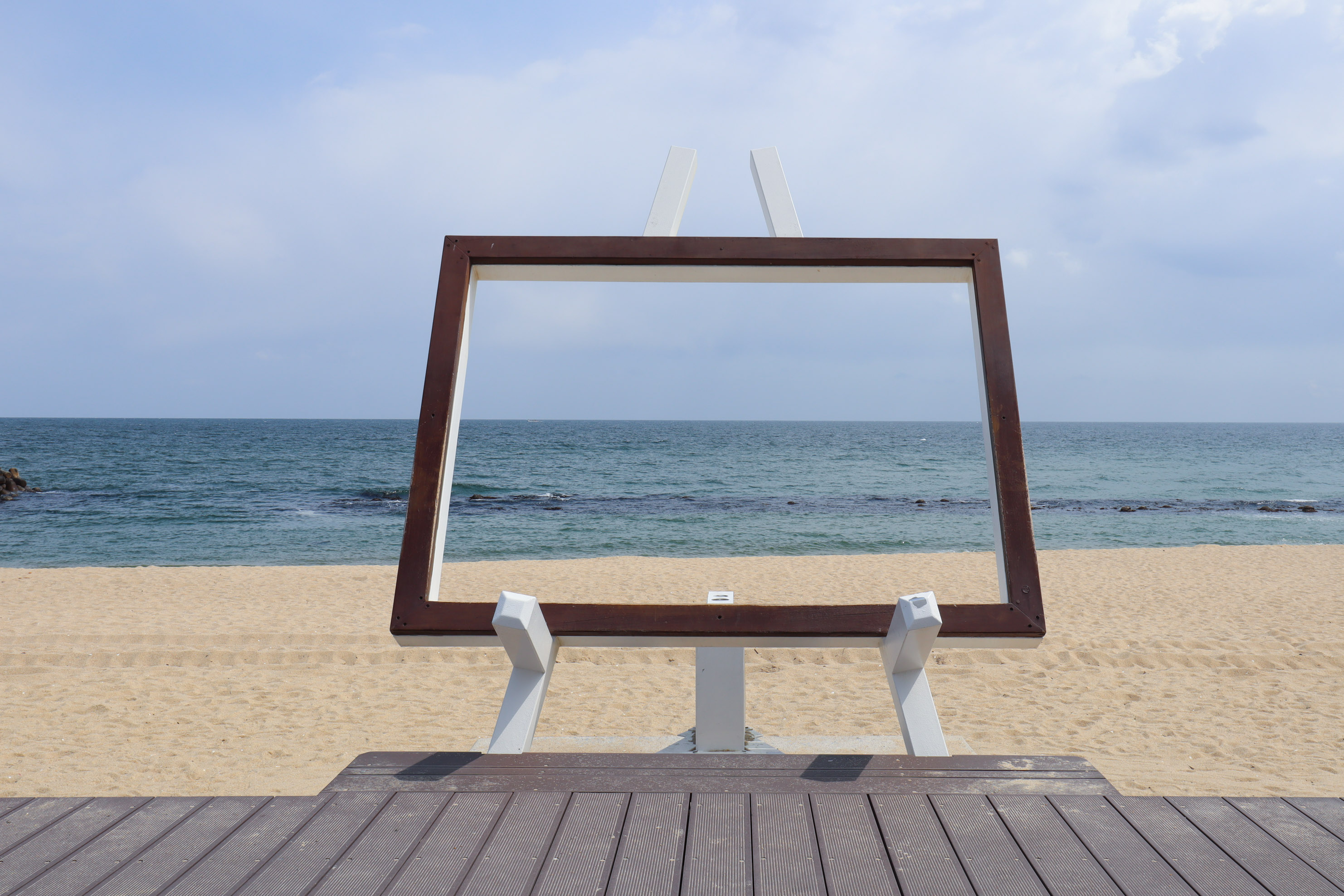